# PETOKOTO
株式会社PETOKOTO（ペトコト）は、東京都新宿区に本社を置く日本の企業。

## 概要
ペットの飼い主向け情報メディア「PETOKOTO」や保護犬・保護猫の里親募集サイト「OMUSUBI」（お結び）、フレッシュペットフード「PETOKOTO FOODS」などのペット関連サービスを提供している。

## 沿革
- 2015年
  - 3月 - 株式会社シロップ設立。
  - 7月 
    - サイバーエージェント・ベンチャーズを引受先とする第三者割当割当増資を実施[1]。
    - ペットの思い出保存アプリ「HONEY」リリース[2]。（2017年7月サービス終了）

  - 12月 - ペットの飼い主向け情報メディア「ペトこと」β版リリース[3]。（2016年5月正式リリース、2021年2月「PETOKOTO」に変更）
- 2016年
  - 11月 - 保護犬・保護猫の里親募集サイト「OMUSUBI」（お結び）リリース[4]。
  - 12月 - サイバーエージェント・ベンチャーズ、iSGSインベストメントワークス、エウレカ共同創業者の西川順氏ほか複数の個人投資家を割当先とする第三者割当増資を実施[5]。
- 2017年
  - 12月 - FFGベンチャービジネスパートナーズ、佐藤貴紀獣医師など複数の個人投資家を割当先とする第三者割当増資を実施[6]。
- 2018年
  - 11月 - 11月4日（日）の「横浜FC vs 大分トリニータ」（ニッパツ三ツ沢球技場）で、Jリーグ初となる保護犬猫の譲渡会を開催[7]。
- 2019年
  - 4月 - チュートリアルの徳井義実氏など複数の個人投資家を割当先とする第三者割当増資を実施[8]。
  - 7月 - サブスクリプション方式のフレッシュドッグフード「PETOKOTO FOODS for DOGS」をリリース[9]。
- 2020年
  - 1月 - ジェネシアベンチャーズ、セレス、コロプラネクスト、三浦崇宏氏（GO代表取締役）、他上場企業、個人投資家を引受先とする新株予約権の発行を含む第三者割当増資を実施して2億円を調達[10]。
  - 10月 - 「PETOKOTO FOODS」が2020年度グッドデザイン賞を受賞[11]。
  - 11月- ニッセイキャピタル、朝日メディアラボベンチャーズ、名古屋テレビベンチャーズを引受先とする第三者割当増資を実施して1.5億円を調達[12]。
- 2021年
  - 2月 - 社名を株式会社PETOKOTOに変更[13]。
  - 10月 - 取締役副社長に佐藤貴紀獣医師が就任[14]。
  - 12月- 株式会社ベガコーポレーション、楽天キャピタル、ABCドリームベンチャーズ、DGベンチャーズ、Headline、15th Rock Ventures、既存株主のニッセイキャピタル、西川順、鈴木修、融資を合わせ総額約5億円の第三者割当増資を実施（累計調達額10億円）[15]。
- 2022年
  - 5月 - 日本初のペット専用新幹線ツアーを開催[16]。
  - 7月 - ピッチコンテスト「IVS 2022 LAUNCHPAD NAHA」で優勝[17]。
- 2023年
  - 4月 - サブスクリプション方式のフレッシュキャットフード「PETOKOTO FOODS for CATS」をリリース[18]。
  - 5月 - Spiral Innovation Partners LLP（T&Dイノベーション投資事業有限責任組合）をリード引受先とした第三者割当増資を実施（累計調達額15億円）[19]。
  - 12月
    - イークラウドが運営する株式投資型クラウドファンディングを通じて3500万円を調達[20]。
    - あすかイノベーション投資事業有限責任組合（あすか製薬、フューチャーベンチャーキャピタル）、北陸地域ベンチャーファンド（北國フィナンシャルホールディングス子会社QRインベストメント、三谷産業子会社Carbon Ventures）、楽天キャピタル、個人投資家2名を引受先とする約4.2億円の第三者割当増資を完了し、シリーズBの資金調達2ndクローズ（累計調達額は約17億円）。[21]。

## OMUSUBIを通じて保護犬を迎えた著名人
- 村上佳菜子 - プロフィギュアスケーター。2019年8月に保護犬「ViVi」（キャバリア）を迎える[22]。
- 森泉 - ファッションモデル。2020年に保護犬「ジュピター」（チワワ）を迎える[23]。